# Rio Tyne

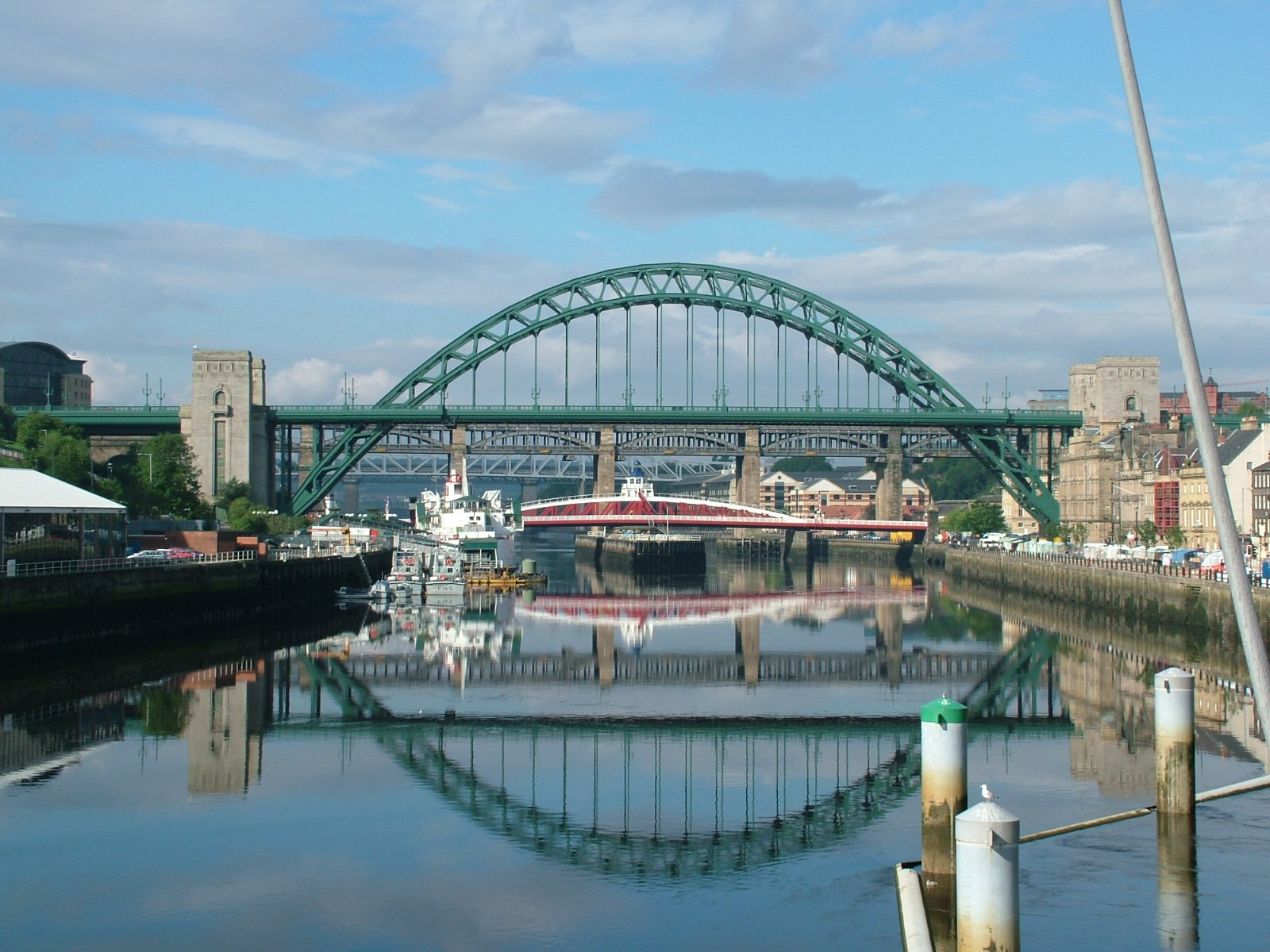
Rio Tyne.

O Rio Tyne, é um rio do norte da Inglaterra. Nasce a partir de dois rios: Tyne norte e Tyne sul. A foz do rio fica na cidade de Newcastle upon Tyne.